# Atanazy (Nos)
Atanazy (ofic. tyt. Jego Ekscelencja Najprzewielebniejszy Atanazy, Prawosławny Biskup Łódzki i Poznański), imię świeckie Mirosław Nos (ur. 27 listopada 1968 w Starej Łuplance) – polski biskup prawosławny, ordynariusz diecezji łódzko-poznańskiej.

## Życiorys
Jest absolwentem technikum rolniczego w Michałowie. Następnie uczył się w Prawosławnym Seminarium Duchownym w Warszawie. W 1991 został skierowany na studia teologiczne w Instytucie św. Tichona Zadońskiego przy monasterze pod tym samym wezwaniem w South Canaan, kończąc je w 1995 r. z tytułem magistra.
W 1996 wstąpił jako posłusznik do monasteru św. Onufrego w Jabłecznej. W tym samym roku, 27 marca, przyjął święcenia diakońskie i został postrzyżony w riasę. Kilka miesięcy później, 27 sierpnia 1996, został postrzyżony na mnicha, przyjmując imię zakonne Atanazy na cześć świętego mnicha męczennika Atanazego Brzeskiego. 1 września 1996 biskup lubelski i chełmski Abel wyświęcił go na hieromnicha.
Między 1997 a 1999 przebywał w Atenach, skierowany na stypendium naukowe. Po powrocie, 4 maja 1999, został wyznaczony na spowiednika i dziekana wspólnoty monastycznej w Jabłecznej. W tym samym roku otrzymał godność ihumena. 15 stycznia 2007 został jej namiestnikiem i proboszczem przyklasztornej parafii, od 20 marca 2007 r. z godnością archimandryty. Od 2011 r. był także dziekanem wszystkich monasterów Polskiego Autokefalicznego Kościoła Prawosławnego.
24 sierpnia 2017 Święty Sobór Biskupów Polskiego Autokefalicznego Kościoła Prawosławnego wybrał go na biskupa diecezji łódzko-poznańskiej. Chirotonia odbyła się 24 września 2017 r. w soborze metropolitalnym św. Marii Magdaleny w Warszawie pod przewodnictwem metropolity warszawskiego i całej Polski Sawy. Ingres miał miejsce 21 października 2017 r. w soborze katedralnym św. Aleksandra Newskiego w Łodzi.